# Saserna lyde
Saserna lyde är en fjärilsart som beskrevs av Druce. Saserna lyde ingår i släktet Saserna och familjen nattflyn. Inga underarter finns listade.